# Sveto
Sveto – wieś w Słowenii, w gminie Komen. W 2018 roku liczyła 205 mieszkańców.